# اینترانت ملی

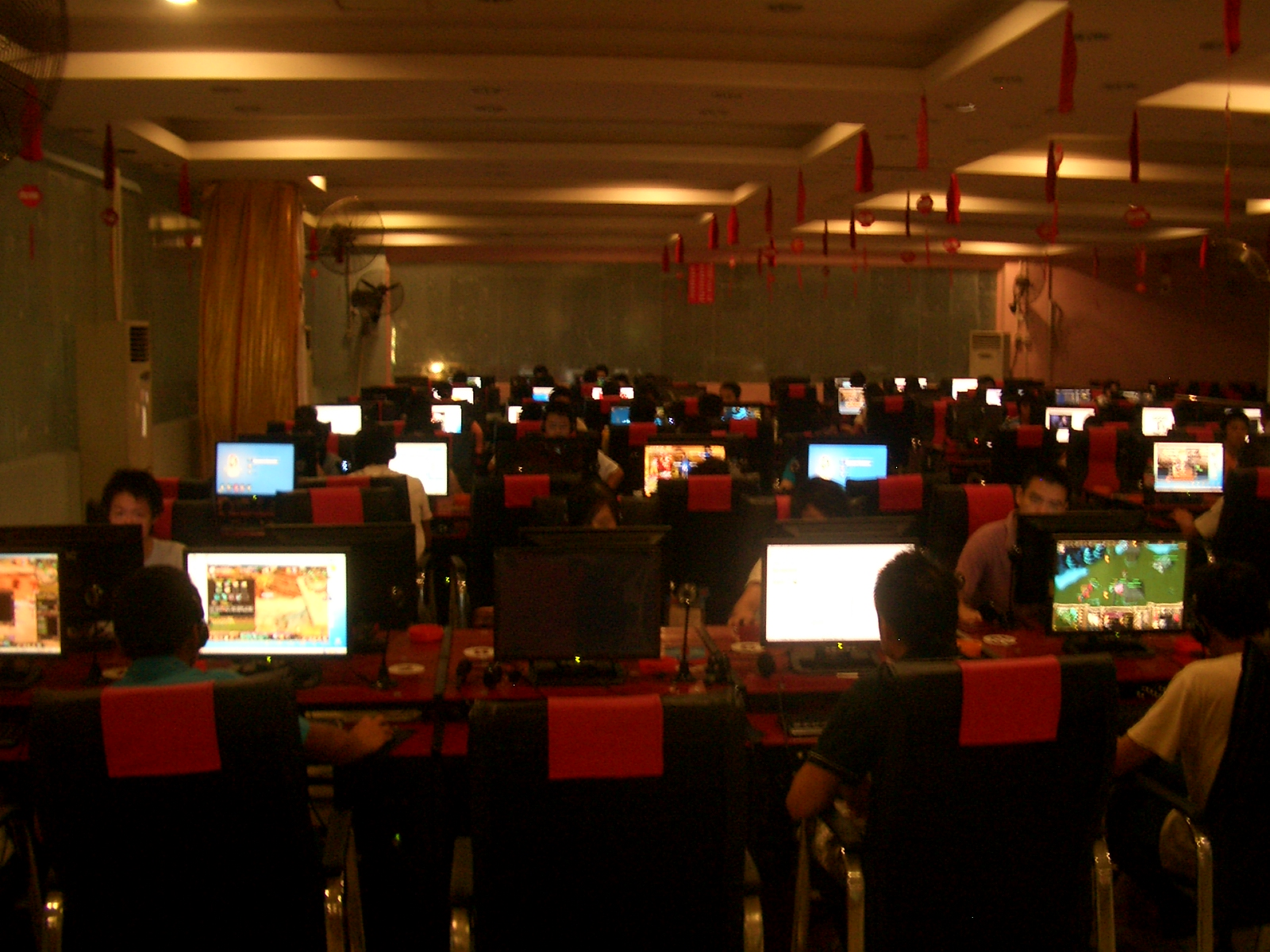
یک کافی‌نت در شهرستان شویانگ چین

اینترانت ملی (به انگلیسی: National intranet) یک شبکه کامپیوتری اینترانت بسته براساس پروتکل اینترنت است که توسط یک دولت ملی ساخته و نگهداری می‌شود یا توسط بخش خصوصی ایجاد شده است و در ابعاد ملی پایگاه‌های داده را به یکدیگر متصل می‌کند. هدف اصلی اینترانت ملی نظارت بر ارتباطات درون یک کشور، قطع دسترسی به رسانه‌های بیرونی، کاهش هزینه‌ها، کاهش حمله‌های اینترنتی یا استقلال شبکه‌ای است. چنین شبکه‌هایی معمولاً با رسانه‌های تحت اختیار دولت و جایگزین‌هایی برای سرویس‌های خارجی همراه است؛ از جمله جایگزین برای موتور جستجوی وب، ایمیل و سایر خدمات.

## کشورها

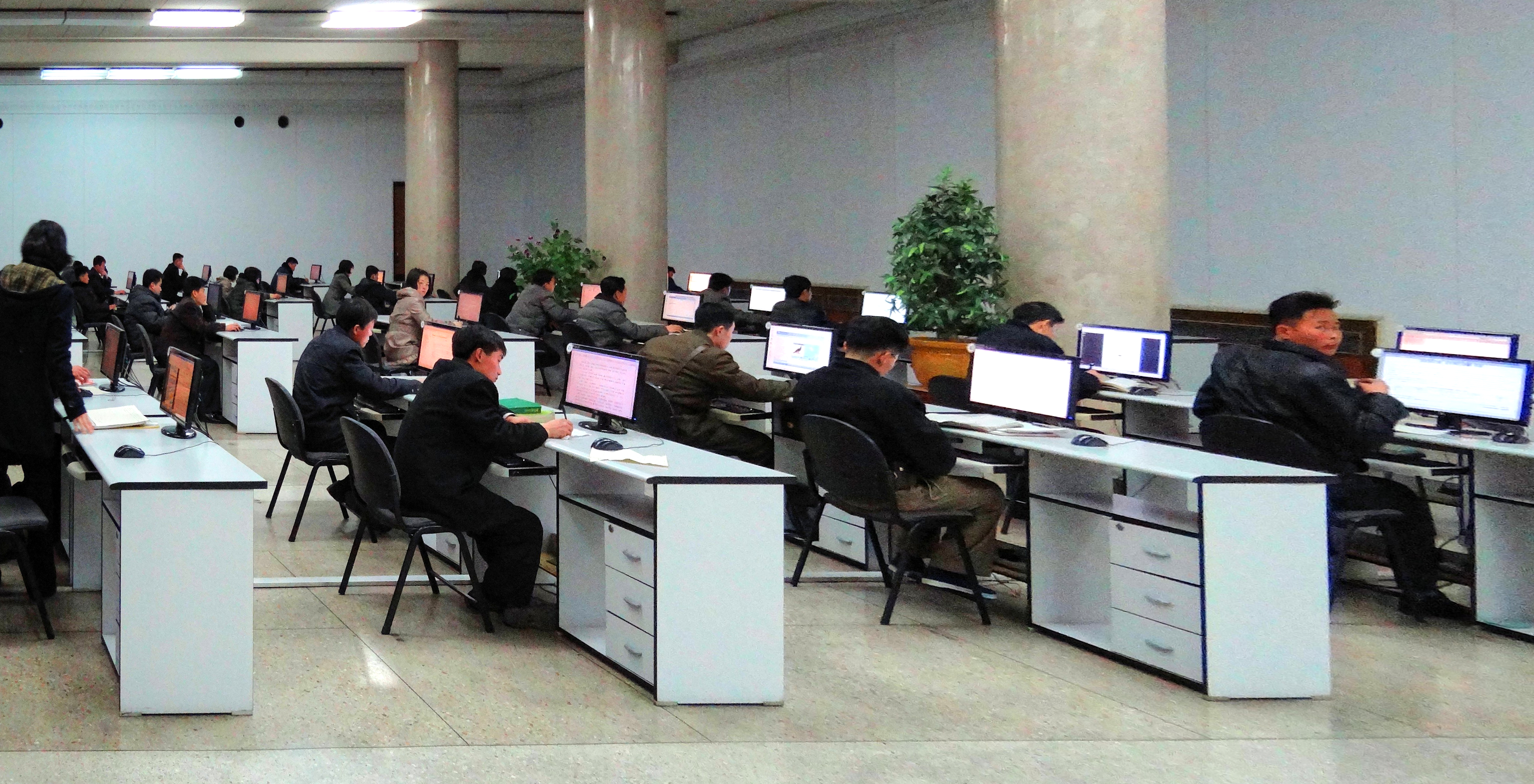
یک اتاق کامپیوتر در خانه مطالعاتی بزرگ مردم در پیونگ یانگ، کره شمالی. کامپیوترها به اینترانت کره شمالی دسترسی دارند نه اینترنت. از مارس 2014، رایانه ها با ویندوز XP و اینترنت اکسپلورر 6.0 راه اندازی شدند.

از جمله اینترنت‌های ملی می‌توان به گلو در اسکاتلند،  کوآنگ‌میونگ در کره شمالی، شبکه ملی اطلاعات در ایران و رونت در روسیه اشاره کرد. همچنین کوبا، میانمار و چین دارای اینترانت‌های ملی منحصر به خود هستند. کشور سوئد نیز شبکه اینترانت داخلی خود را برای ارتباط ایمن بین دستگاه های دولتی استفاده می کند. 
نحوه قطع دسترسی به اینترنت جهانی و تشکیل اینترانت ملی در جزئیات متفاوت است. برای مثال چین دیوار آتش بزرگ را طراحی کرده‌است، اما وبگاه‌های چینی از خارج این کشور قابل دسترسی هستند. اینترانت ملی کره شمالی به شکلی است که اکثریت وبگاه‌های این کشور از بیرون قابل دسترسی نیستند و تنها تعداد محدودی از آن‌ها قابل مشاهده است.

## دلایل ایجاد
شی جین‌پینگ، رئیس‌جمهور چین در سال ۲۰۱۳ گفته‌است «نیروهای چین‌ستیزِ غربی همواره بیهوده کوشیده‌اند تا از اینترنت برای سرنگون کردن چین سوءاستفاده کنند… توانایی ما در ایستادن سر موضع خود و پیروزی در نبرد بر سر اینترنت، رابطهٔ مستقیمی با امنیت سیاسی و ایدئولوژیک کشورمان دارد.» همچنین ولادیمیر پوتین، رئیس‌جمهور روسیه در سال ۲۰۱۴ گفت که «اینترنت را سازمان سیا اختراع کرده و بنابراین جزئی از توطئهٔ ضد روسیه است»
از جمله دلایل ایجاد اینترانت ملی می‌توان به موارد زیر اشاره کرد:
- نظارت گسترده
- قطع دسترسی به رسانه‌های بیرونی
- کاهش هزینه‌ها
- کاهش حمله‌های اینترنتی از بیرون
- استقلال شبکه‌ای
- کنترل بیشتر بر ارتباطات درون‌کشوری